# Limnophora kokodensis
Limnophora kokodensis är en tvåvingeart som beskrevs av Shinonaga 2005. Limnophora kokodensis ingår i släktet Limnophora och familjen husflugor. Inga underarter finns listade i Catalogue of Life.